# ISO 80000-2
ISO 80000-2:2009 é um padrão que descreve os sinais e símbolos matemáticos desenvolvidos pela Organização Internacional de Normalização, que substitui a norma ISO 31-11. O Padrão é uma parte do grupo de padrões chamado ISO/IEC 80000.